# Les Herbiers

Les Herbiers este o comună în departamentul Vendée, Franța. În 2009 avea o populație de 15,077 de locuitori.